# ميلتون سمول
ميلتون سمول (12 فبراير 1964 - )  (بالإنجليزية: Milton Small)‏ هو لاعب كريكت باربادوسي. شارك مع منتخب الهند الغربية للكريكت ومنتخب باربادوس الوطني للكريكت.

## وصلات خارجية
- ميلتون سمول على موقع إي آس بي آن كريك إنفو (الإنجليزية)